# Wenzenbach
Wenzenbach ist eine Gemeinde (bis 1924 war der Gemeindename Schönberg) im Oberpfälzer Landkreis Regensburg in Bayern. Die Gemeinde im Nordosten der Stadt Regensburg stellt sich vor allem als Wohngemeinde dar.

## Geografie

### Geografische Lage
Wenzenbach liegt in der Planungsregion Regensburg etwa 9 km nordöstlich von Regensburg, am Rand des Bayrischen Waldes (Vorwald). Wenzenbach liegt am Wenzenbach.

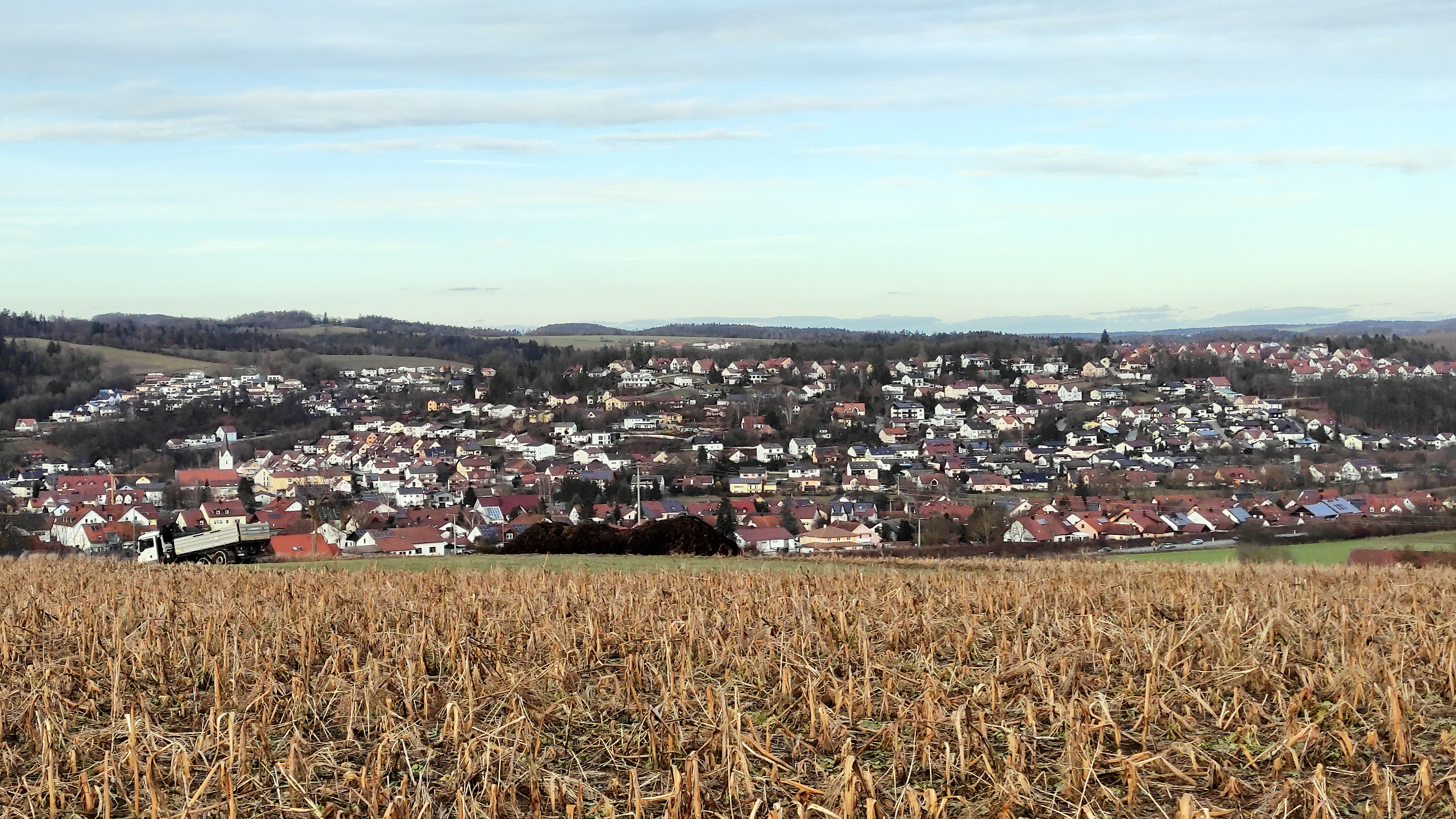
Blick von Süden auf Wenzenbach

Höhenlage: zwischen 320 und 475 m ü. NHN

### Gemeindegliederung
Es gibt 33 Gemeindeteile (in Klammern ist der Siedlungstyp angegeben):
- Abbachhof (Einöde)
- Birkenhof (Weiler)
- Birkmühle (Einöde)
- Brunnhöfl (Einöde)
- Ehrenberg (Einöde)
- Forstacker (Dorf)
- Fußenberg (Dorf)
- Gonnersdorf (Dorf)
- Grabenbach (Einöde)
- Grafenhofen (Dorf)
- Grünthal (Dorf)
- Haslach (Einöde)
- Hauzenstein (Kirchdorf)
- Hölzlhof (Weiler)
- Hopfengarten (Einöde)
- Irlbach (Pfarrdorf)
- Jägerberg (Einöde)
- Kufberg (Einöde)
- Lehen (Einöde)
- Oberackerhof (Einöde)
- Probstberg (Dorf)
- Roith (Dorf)
- Sandhof (Einöde)
- Schnaitterhof (Einöde)
- Steinbügl (Weiler)
- Strohberg (Einöde)
- Thanhausen (Dorf)
- Thanhof (Einöde)
- Thurnhof (Einöde)
- Unterackerhof (Einöde)
- Wenzenbach (Pfarrdorf)
- Zeitlhof (Dorf)
- Ziegenhof (Einöde)

Es gibt die Gemarkungen Grünthal I, Grünthal II, Hauzenstein, Wenzenbach, Kreuth und Kufberg.

## Geschichte

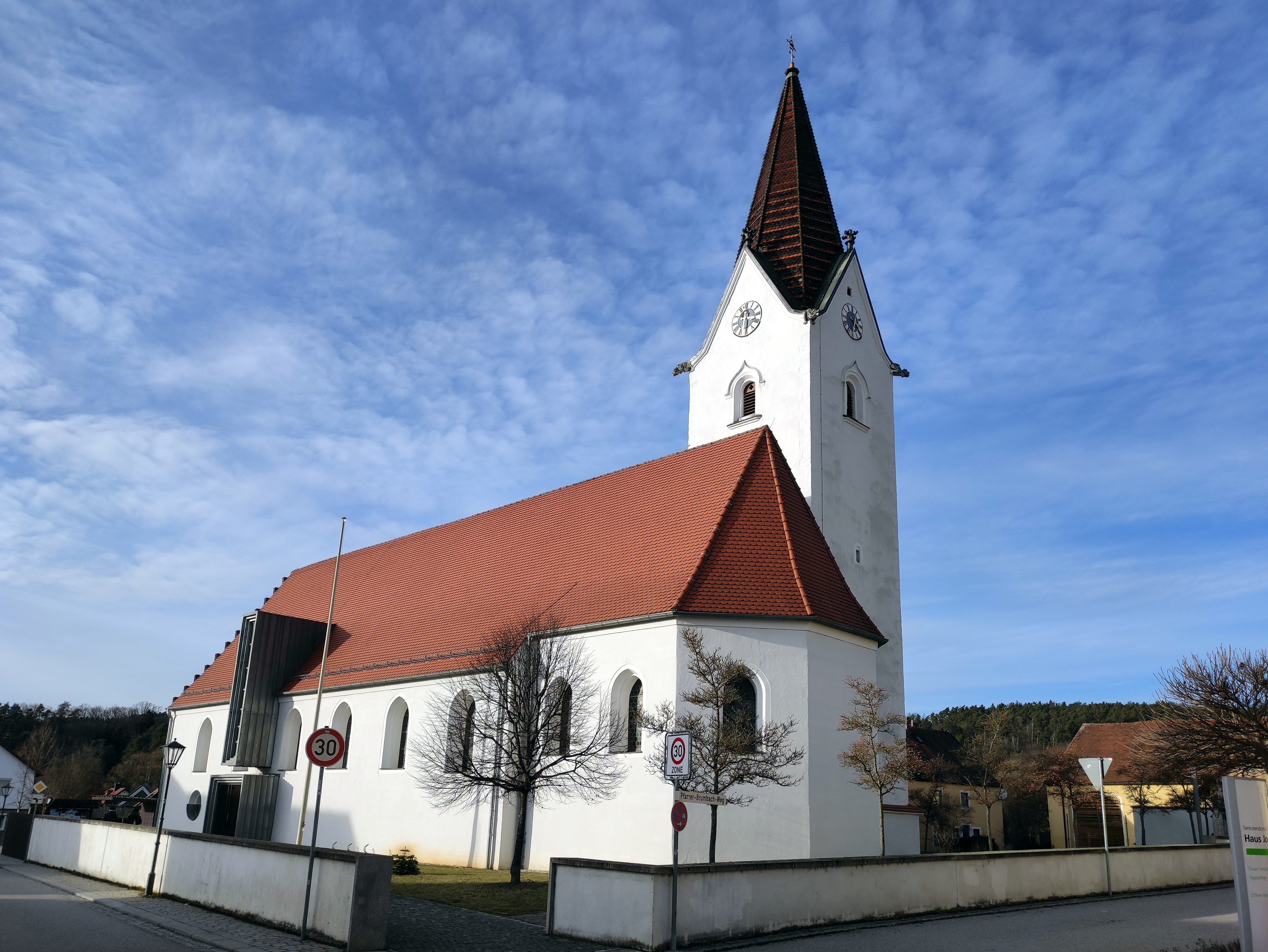
Pfarrkirche St. Peter

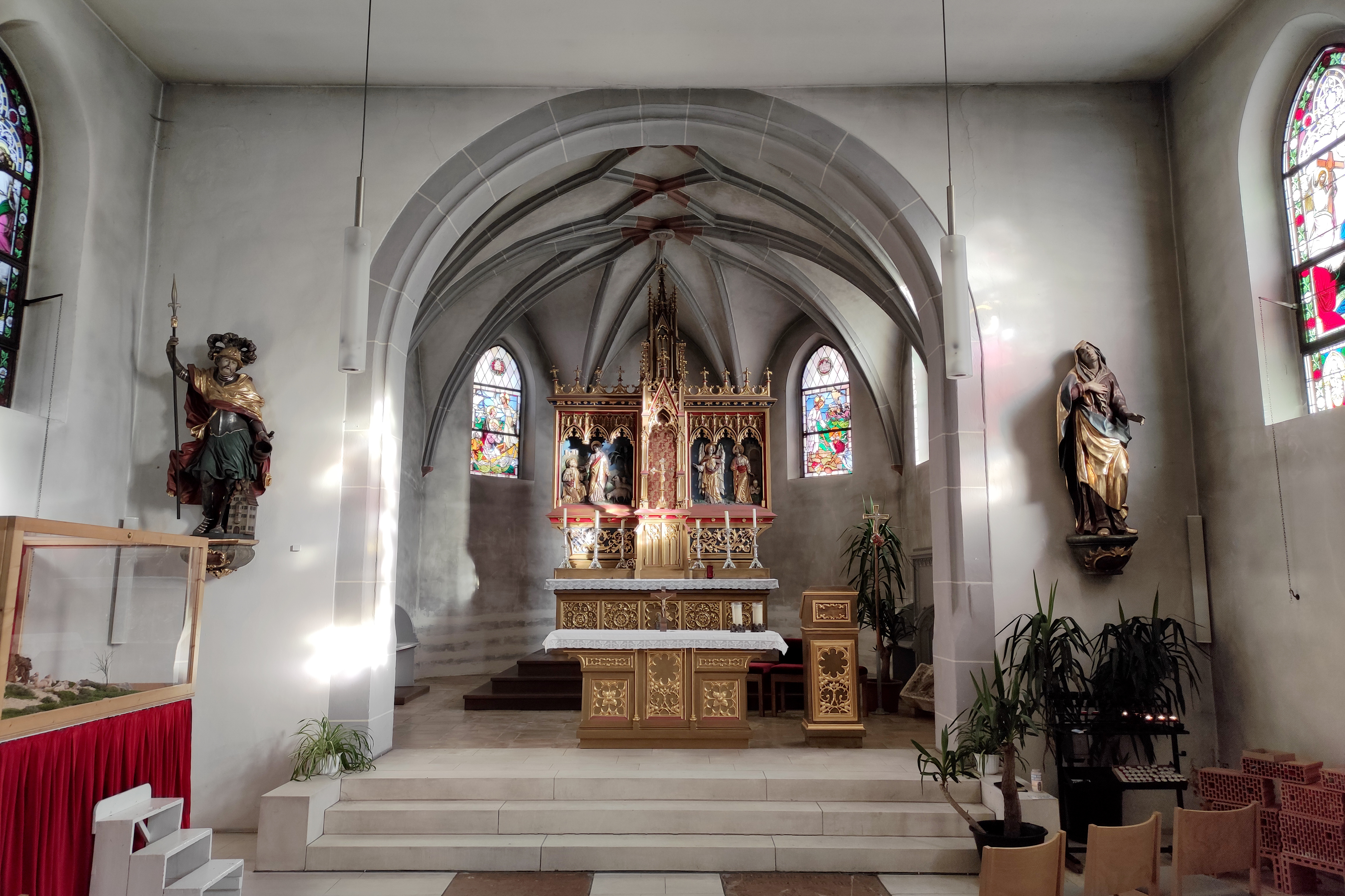
Pfarrkirche St. Peter: Altar

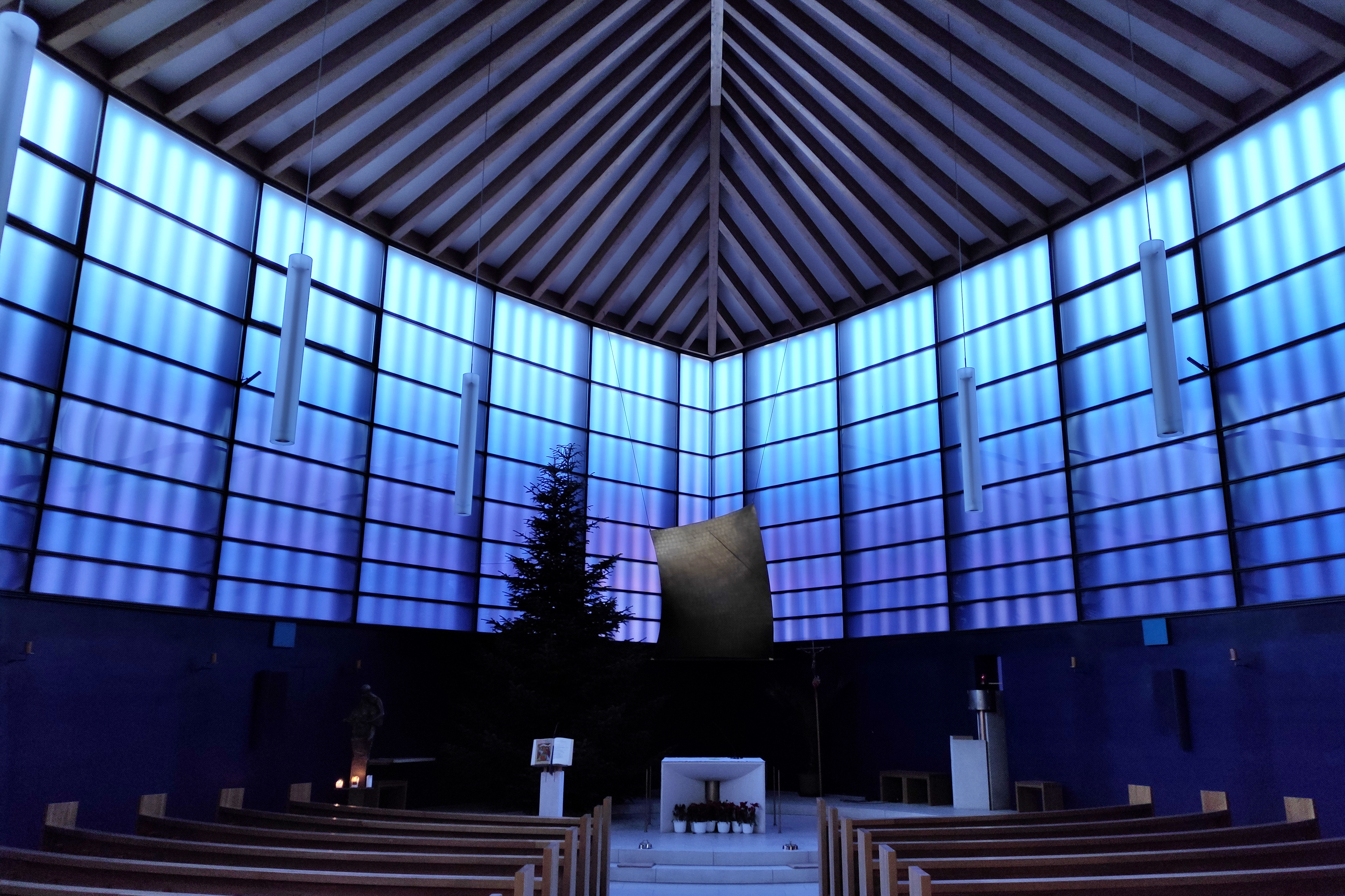
Pfarrkirche St. Peter: Erweiterungsbau

Wenzenbach hieß schon im 9. Jahrhundert Menzinpah, abgeleitet von dem althochdeutschen Eigennamen Manzo. Der Ortsname bedeutet demnach „zum Bach des Manzo“. Der Regensburger Bischof Ambricho beurkundete mehrfach in seinem domous episcopus in marca ad Menzinpah (= Haus des Bischofs in der Flur Wenzenbach) Tausch oder Schenkungen von Gütern.
Am 12. September 1504 fand hier die Schlacht von Schönberg statt. Die letzte große Ritterschlacht des Mittelalters entschied den Landshuter Erbfolgekrieg.
Wenzenbach gehörte ab 1614 den Grafen von Lerchenfeld, ab 1751 den Freiherren von Stingelheim und war Teil des Kurfürstentums Bayern. Wenzenbach war der Sitz der mit dem Blutbann begabten Herrschaft Schönberg. Die Familie der Stingelheim blieb bis 1817 im Besitz von Schönberg, dann kaufte Karl Alexander von Thurn und Taxis die Herrschaft. Im Jahr 1818 entstand die politische Gemeinde Schönberg, die aber dem Patrimonialgericht I. Klasse der Fürsten von Thurn und Taxis auf Schloss Schönberg unterstellt war. Dieses verwaltete auch die Patrimonialgerichte Bernhardswald und Wiesent. Die letzten Reste der Adelsherrschaft wurden in der Revolution 1848 aufgehoben.

### Namensänderung
Im Jahr 1924 wurde das damalige Schönberg amtlich in Wenzenbach umbenannt.

### Eingemeindungen
Zum 31. August 1945 wurden von der aufgelösten Gemeinde Kreuth die Orte Ehrenberg, Forstacker, Grabenbach, Strohberg, Zeitlhof und Ziegenhof eingegliedert. Im Zuge der Gebietsreform in Bayern kamen am 1. Mai 1978 Grünthal (mit den Orten Grünthal, Irlbach, Gonnersdorf, Roith und Fußenberg) und Hauzenstein (mit den Orten Thanhausen und Hauzenstein) hinzu.

### Religionen
Die evangelische Dietrich-Bonhoeffer-Kirche wurde 2016 eingeweiht.

### Einwohnerentwicklung
| Jahr | Einwohner |
| ---- | --------- |
| 1939 | 2075      |
| 1950 | 2680      |
| 1961 | 3001      |
| 1970 | 4069      |
| 1985 | 5435      |
| 1990 | 6055      |
| 1995 | 6858      |
| 2000 | 7507      |

| Jahr | Einwohner |
| ---- | --------- |
| 2001 | 7784      |
| 2002 | 7900      |
| 2003 | 8000      |
| 2005 | 8116      |
| 2006 | 8200      |
| 2007 | 8255      |
| 2008 | 8214      |
| 2009 | 8199      |

| Jahr | Einwohner |
| ---- | --------- |
| 2010 | 8230      |
| 2011 | 8243      |
| 2012 | 8283      |
| 2013 | 8337      |
| 2014 | 8409      |
| 2015 | 8441      |
| 2016 | 8395      |
| 2017 | 8559      |

| Jahr | Einwohner |
| ---- | --------- |
| 2018 | 8723      |
| 2019 | 8765      |
| 2020 | 8859      |
| 2021 | 8932      |
| 2022 | 9397      |

## Politik

### Gemeinderat
Der Gemeinderat besteht aus 20 Mitgliedern. Bei der Kommunalwahl vom 15. März 2020 führte das Ergebnis zu folgender Sitzverteilung im Gemeinderat:
- SPD: 7
- CSU: 7
- FW: 4
- Grüne: 2

Bei der Wahl 2020 haben von den 7050 stimmberechtigten Einwohnern in der Gemeinde Wenzenbach, 4890 von ihrem Wahlrecht Gebrauch gemacht, womit die Wahlbeteiligung bei 69,36 % lag.

### Bürgermeister
Am 30. März 2014 wurde der 26-jährige Sozialdemokrat Sebastian Koch zum Ersten Bürgermeister gewählt. Er entschied die Stichwahl gegen Johannes Wiesbeck (CSU) mit fast 61 % für sich. Bei der Kommunalwahl vom 15. März 2020 wurde Sebastian Koch mit 70,94 % der Stimmen wiedergewählt.

### Wappen
| Wappen der Gemeinde Wenzenbach | Blasonierung: „Durch einen silbernen Schrägbalken, der mit einer roten Hellebarde belegt ist, geteilt; oben in Blau eine auffliegende silberne Lerche, unten fünfmal schräglinks geteilt von Schwarz und Gold.“ |
| Wappen der Gemeinde Wenzenbach | Das Wappen wird seit 1980 geführt. |

### Gemeindepartnerschaften
Partnerstadt ist seit 2004 die tschechische Stadt Sušice.

## Kultur und Sehenswürdigkeiten

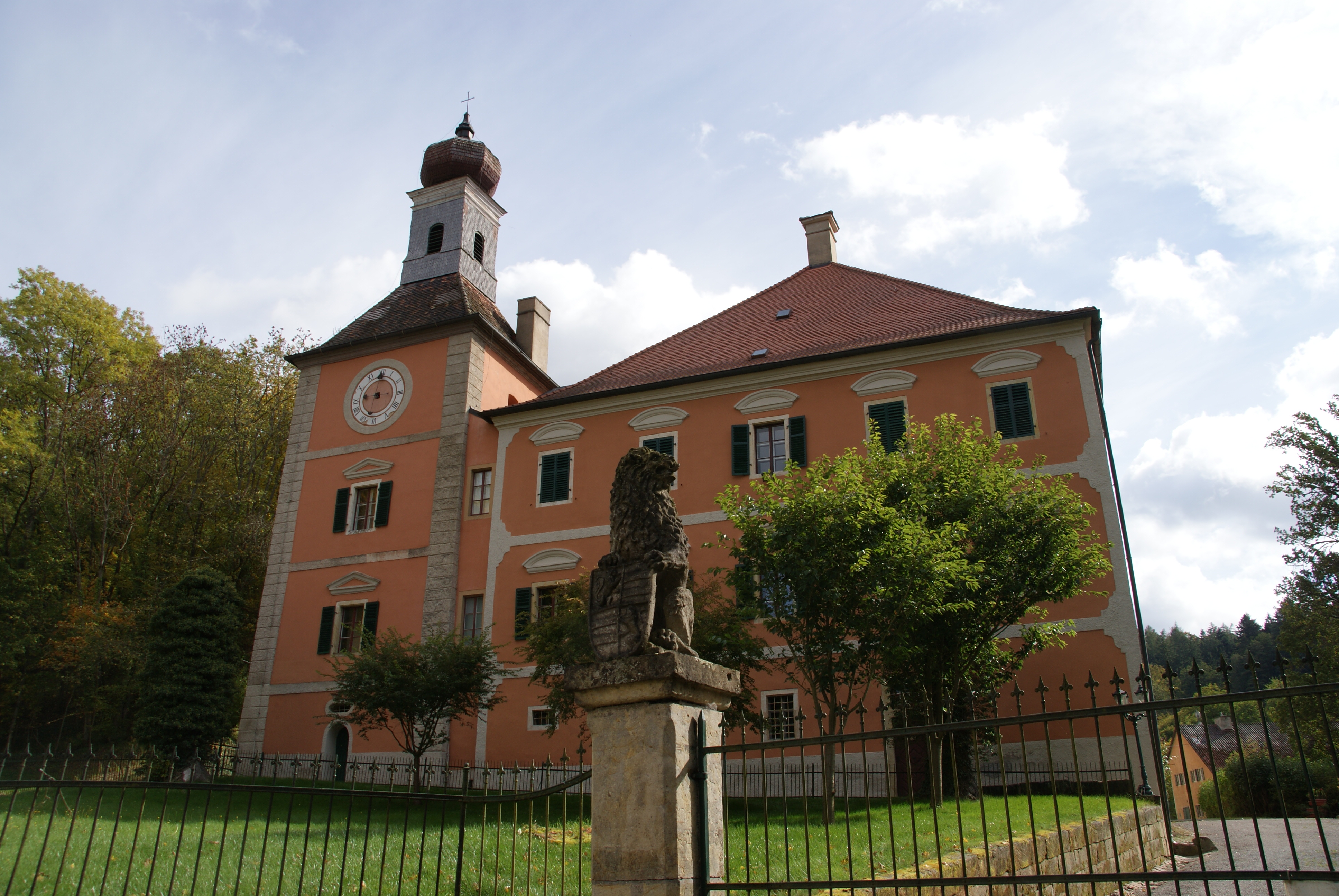
Schloss Hauzenstein

### Schloss Hauzenstein

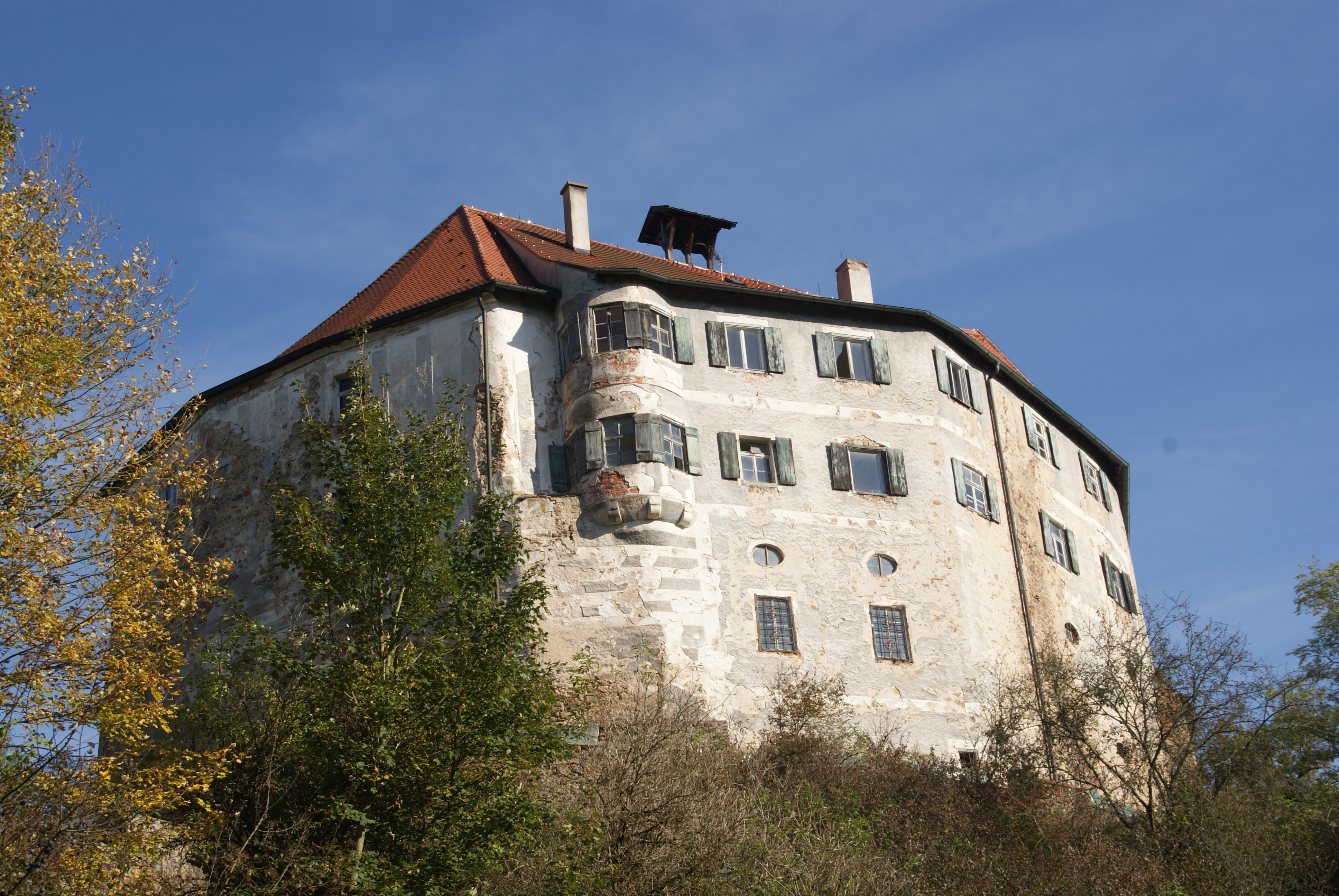
Schloss Schönberg

Eine Burg Hauzenstein wird erstmals 1372 erwähnt. Besitzer war damals ein Hermann Hauzendorfer. Die heutige Anlage wurde Ende des 17. Jh. von der Familie Freidl aus Steinen einer alten Burganlage erbaut. Seit 1830 ist es im Besitz der Familie Walderdorff. Die Anlage besitzt einen markanten Glockenturm mit Zwiebeldach und einen dreigeschossigen Hauptbau. In der Säulenhalle befindet sich die Schlosskapelle. Im Süden der Anlage gibt es einen Barockgarten.

### Schloss Schönberg
Dreigeschossiger Walmdachbau über nach Süden unregelmäßig gebrochenem Grundriss mit Erker, Kernbau 1253/54 (dendro. dat.) mit mittelalterlicher Erweiterung, prägende Umbauten vom späten 17. bis frühen 18. Jahrhundert und um 1770/71 (dendro. dat.), Dachstuhl 1820/23 bez., Schlosskapelle St. Joseph; mit Ausstattung; Kelleranlage eines ehem., in Fragmenten erhaltenen Nebengebäudes, zwei parallele tonnengewölbte Keller aus Bruchsteinmauerwerk, wohl zweite Hälfte 16. Jahrhundert; Teile der Ringmauer mit Schalentürmen; Zwingermauer mit Graben und äußere Mauer, Granitbruchstein, wohl spätmittelalterlich.

## Wirtschaft und Infrastruktur
Wenzenbach ist eine Wohngemeinde im unmittelbaren Einzugsbereich von Regensburg. Es gibt zahlreiche Handwerks-, Handels- und Dienstleistungsbetriebe.

### Verkehr
Wenzenbach lag an der Bahnstrecke Regensburg–Falkenstein. Diese wurde Ende der 1980er Jahre stillgelegt und ist mittlerweile ein Rad- und Wanderweg. Durch die Gemeinde verläuft die Bundesstraße 16, es gibt zwei Auf- und Abfahrten im Gemeindegebiet, eine bei Wenzenbach und eine am Thurnhof zwischen Fußenberg und Gonnersdorf. Zudem verläuft ein kleiner Teil der Bahnstrecke Regensburg–Regenstauf durch das westliche Gemeindegebiet. Auch zwei Kreisstraßen, die R21 und die R6, sowie eine Staatsstraße, die Staatsstraße 2150, führen durch die Gemeinde.

### Sicherheit
Im Gemeindegebiet Wenzenbach gibt es drei Freiwillige Feuerwehren (FF).
- FF Wenzenbach (Hilfeleistungslöschgruppenfahrzeug 20, Tanklöschfahrzeug 3000, Mehrzweckfahrzeug (MZF), Gerätewagen-Logistik, Verkehrssicherungsanhänger)

- FF Grünthal (Löschgruppenfahrzeug 10, MZF, Mehrzweckanhänger und Verkehrssicherungsanhänger)

- FF Hauzenstein (Hilfeleistungslöschfahrzeug 10, MZF und Utility-Task-Vehicle (UTV))

Die Bereitschaft Wenzenbach-Bernhardswald des Bayerischen Roten Kreuzes stellt eine ehrenamtliche Helfergruppe für die Gemeinden Wenzenbach und Bernhardswald. Für die Gemeinde ist die Polizeiinspektion Regenstauf zuständig.

### Öffentliche Einrichtungen
- Gemeindebücherei
- Jugendtreff Wenzenbach
- Wertstoffhof
- Wasserwerk und Zweckverband zur Wasserversorgung Wenzenbacher Gruppe
- Johanniter Kindergarten Wenzenbach
- Johanniter Kindergarten Irlbach
- Kath. Kindergarten Irlbach
- Waldkindergarten Grünthal
- Kinderkrippen
- Kinderhorte

### Bildung
- Grundschule Irlbach
- Grundschule Wenzenbach
- Mittelschule Wenzenbach

### Medien
Im Gemeindegebiet können neben den überregionalen Programmen auch die Radiosender Radio Charivari, Radio Gong FM und der regionale Fernsehsender TVA empfangen werden.

## Persönlichkeiten
- Adolf von Walderdorff (1835–1919), geboren auf Schloss Hauzenstein, bayerischer Kämmerer und Reichstagsabgeordneter (Zentrum)
- Josef Gradl (1921–2016), von 1966 bis 1978 ehrenamtlicher 1. Bürgermeister Wenzenbachs, seit 1993 Ehrenbürger Wenzenbachs
- Hans Huber (1934–2024), Amateurboxer, gewann bei den Olympischen Sommerspielen 1964 in Tokio die Silbermedaille
- Corinna Harrer (Leichtathletin)